# Pristimantis yuruaniensis
Pristimantis yuruaniensis là một loài động vật lưỡng cư trong họ Strabomantidae, thuộc bộ Anura. Loài này được Rödder & Jungfer mô tả khoa học đầu tiên năm 2008.